# Zisterzienserinnenkloster Valldemaria
Das Zisterzienserinnenkloster Valldemaria war von 1146 bis 1550 ein Kloster der Zisterzienserinnen in Maçanet de la Selva, Provinz Girona in Katalonien.

## Geschichte

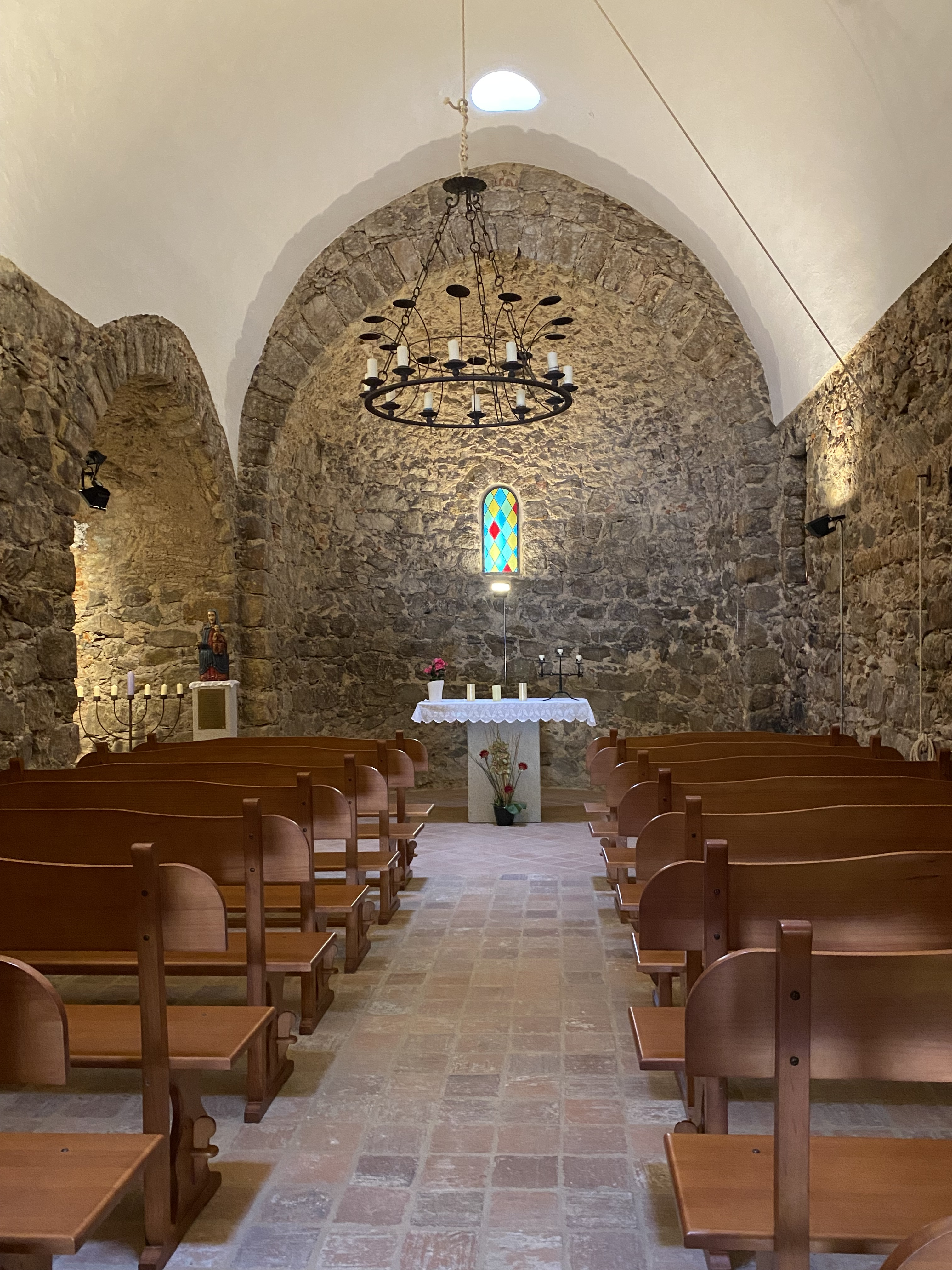
Chor und Altar der Kapelle

Der örtliche Adel stiftete 1146 das Nonnenkloster Santa Maria de Valldemaria („Mariental“), das von Kloster Nonenque besiedelt wurde und das möglicherweise das älteste Zisterzienserinnenkloster in Spanien ist (noch vor Tulebras). 1169 gründete es die Abtei Cadins, blieb aber selbst immer Priorat. 1550 kam es zur Eingliederung des Konvents in das Benediktinerinnenkloster Sant Daniel de Girona, welches die Klostergebäude in Maçanet de la Selva 1603 verkaufte. Heute ist nur noch die Klosterkapelle aus dem 12. Jahrhundert übrig, die 2008 renoviert und wieder zugänglich gemacht wurde.